# Guillermo Ortiz
Guillermo Ortiz Martínez (født 21. juli 1948 i Mexico City) er en mexikansk økonom, som 1998-2009 havde hvervet som direktør for Mexicos centralbank Banco de México. Fra 1994 til 1998 ledede han finansdepartamentet under Ernesto Zedillos regering. Ortiz er uddannet ved UNAM og har senere taget en Ph.D.-grad i økonomi ved universietetet i Stanford.
1. ↑  Navnet er anført på engelsk og stammer fra Wikidata hvor navnet endnu ikke findes på dansk.